# بورمن (دهانه)
بورمن یک دهانه برخوردی در ماه است.

## دهانه‌های اقماری
این دهانه ۱ دهانه اقماری دارد.
| Borman | عرض جغرافیایی | طول جغرافیایی | قطر          |
| ------ | ------------- | ------------- | ------------ |
| V      | ۳۷٫۴° S       | ۱۵۰٫۶° W      | ۲۸٫۰ کیلومتر |